# Vozera Plisa
Vozera Plisa (vitryska: Возера Пліса) är en sjö i Belarus.   Den ligger i voblasten Vitsebsks voblast, i den norra delen av landet, 150 km norr om huvudstaden Minsk. Vozera Plisa ligger 154 meter över havet. Arean är 3,1 kvadratkilometer. Den sträcker sig 2,0 kilometer i nord-sydlig riktning, och 5,0 kilometer i öst-västlig riktning.